# Faliszowice (Sainte-Croix)
Pour l’article homonyme, voir Faliszowice (Petite-Pologne).
Faliszowice est une localité polonaise de la gmina de Samborzec, située dans le powiat de Sandomierz en voïvodie de Sainte-Croix.